# Caisse d'Epargne-Illes Balears 2006
Questa voce raccoglie le informazioni riguardanti la Caisse d'Epargne-Illes Balears nelle competizioni ufficiali della stagione 2006.

## Stagione
La squadra ciclistica spagnola Caisse d'Epargne-Illes Balears partecipò, nella stagione 2006, alle gare del circuito UCI ProTour.

## Organico

### Staff tecnico
TM=Team manager; DS=Direttore sportivo.
|  | Naz.              | Ruolo | Sportivo              |  |  |  |
|  | ----------------- | ----- | --------------------- |  |  |  |
|  | Spagna (bandiera) | TM    | José Miguel Echavarri |  |  |  |
|  | Spagna (bandiera) | DS    | Eusebio Unzué         |  |  |  |
|  | Spagna (bandiera) | DS    | José Luis Jaimerena   |  |  |  |
|  | Spagna (bandiera) | DS    | Alfonso Galilea       |  |  |  |

### Rosa
|  | Naz.               |  | Sportivo            | Anno |  |  |
|  | ------------------ |  | ------------------- | ---- |  |  |
|  | Spagna (bandiera)  |  | David Arroyo        | 1980 |  |  |
|  | Francia (bandiera) |  | Éric Berthou        | 1980 |  |  |
|  | Francia (bandiera) |  | Florent Brard       | 1976 |  |  |
|  | Spagna (bandiera)  |  | José Luis Carrasco  | 1982 |  |  |
|  | Spagna (bandiera)  |  | Antonio Colom       | 1978 |  |  |
|  | Russia (bandiera)  |  | Vladimir Efimkin    | 1981 |  |  |
|  | Spagna (bandiera)  |  | Imanol Erviti       | 1983 |  |  |
|  | Italia (bandiera)  |  | Marco Fertonani     | 1976 |  |  |
|  | Spagna (bandiera)  |  | Isaac Gálvez        | 1975 |  |  |
|  | Spagna (bandiera)  |  | José Vicente García | 1972 |  |  |
|  | Spagna (bandiera)  |  | José Iván Gutiérrez | 1978 |  |  |
|  | Spagna (bandiera)  |  | Joan Horrach        | 1974 |  |  |
|  | Spagna (bandiera)  |  | José Cayetano Juliá | 1979 |  |  |
|  | Russia (bandiera)  |  | Vladimir Karpec     | 1980 |  |  |
|  | Spagna (bandiera)  |  | Pablo Lastras       | 1976 |  |  |
|  | Spagna (bandiera)  |  | Iker Leonet         | 1983 |  |  |
|  | Russia (bandiera)  |  | Aleksej Markov      | 1979 |  |  |
|  | Spagna (bandiera)  |  | Óscar Pereiro       | 1977 |  |  |
|  | Spagna (bandiera)  |  | Aitor Pérez         | 1977 |  |  |
|  | Spagna (bandiera)  |  | Francisco Pérez     | 1978 |  |  |
|  | Francia (bandiera) |  | Mathieu Perget      | 1984 |  |  |
|  | Francia (bandiera) |  | Nicolas Portal      | 1979 |  |  |
|  | Spagna (bandiera)  |  | Mikel Pradera       | 1975 |  |  |
|  | Spagna (bandiera)  |  | Vicente Reynés      | 1981 |  |  |
|  | Spagna (bandiera)  |  | Joaquim Rodríguez   | 1985 |  |  |
|  | Spagna (bandiera)  |  | Alejandro Valverde  | 1980 |  |  |
|  | Spagna (bandiera)  |  | Constantino Zaballa | 1978 |  |  |
|  | Spagna (bandiera)  |  | Xabier Zandio       | 1977 |  |  |

## Palmarès

### Corse a tappe
- Volta a la Comunitat Valenciana

4ª tappa (Antonio Colom)
Classifica generale (Antonio Colom)
- Vuelta a Castilla y León

3ª tappa (José Vicente García)
4ª tappa (Marco Fertonani)
- Quatre Jours de Dunkerque

5ª tappa (Isaac Gálvez)
- Tour Méditerranéen

2ª tappa (José Iván Gutiérrez)
- Vuelta a Burgos

3ª tappa (José Iván Gutiérrez)
5ª tappa (José Iván Gutiérrez)
- Vuelta a Murcia

2ª tappa (Alejandro Valverde)
3ª tappa (José Iván Gutiérrez)
- Giro d'Italia

12ª tappa (Joan Horrach)
- Vuelta a La Rioja

1ª tappa (Aleksej Markov)
- Tour de France

Classifica generale (Óscar Pereiro)
- Vuelta a España

7ª tappa (Alejandro Valverde)
- Paris-Nice

5ª tappa (Joaquim Rodríguez)
- Tour de Romandie

4ª tappa (Alejandro Valverde)
- Vuelta al País Vasco

1ª tappa (Alejandro Valverde)

### Corse in linea
- Trofeo Alcúdia (Isaac Gálvez)
- Trofeo Mallorca (Isaac Gálvez)
- Clásica de Almería (Óscar Pereiro)
- Amstel Curaçao Race (Alejandro Valverde)
- Liegi-Bastogne-Liegi (Alejandro Valverde)
- Freccia Vallone (Alejandro Valverde)

### Campionati nazionali
- Campionato francese: 1

In linea (Florent Brard)

## Classifiche UCI

### UCI ProTour
Individuale
Piazzamenti dei corridori della Caisse d'Epargne nella classifica dell'UCI ProTour 2007.
| Pos. | Ciclista            | Punti |
| ---- | ------------------- | ----- |
| 1    | Alejandro Valverde  | 285   |
| 21   | Óscar Pereiro       | 108   |
| 38   | Antonio Colom       | 71    |
| 57   | Vladimir Karpec     | 43    |
| 133  | Joan Horrach        | 8     |
| 135  | David Arroyo        | 8     |
| 142  | Isaac Gálvez        | 7     |
| 166  | Vladimir Efimkin    | 4     |
| 169  | Francisco Pérez     | 4     |
| 184  | Pablo Lastras       | 2     |
| 189  | José Iván Gutiérrez | 2     |

Squadra
La Caisse d'Epargne chiuse in seconda posizione con 350 punti.